# 広島 (香川県)
広島（ひろしま、愛称：青木石の島、讃岐広島）は、瀬戸内海北部の水島灘に浮かぶ島。香川県丸亀市広島町に属し、塩飽諸島の島の中では最大の面積をもつ。北端の地形はやや尖った形をしている。

## 地理
丸亀市の沖合約12.5kmにあり、面積は11.72km2である。最高点は王頭山（標高312m）で、塩飽諸島全体でも最高峰である。2018年（平成30年）4月1日現在の人口は195人である。
島では、特産の青木石の採掘が行われており、轟音とともに切り出され、採石場では見学も可能である（予約制）。

## 歴史
戦国時代の末期に長宗我部氏に敗れた香川一族と長尾一族が住み着いたのが最初とされる。明治維新まで人名（にんみょう）という自治制度が敷かれていた。
立石地区には、江戸時代に廻船問屋であった旧尾上邸がある。
江戸時代末期の1860年（万延元年）、日本初の太平洋横断の偉業を成し遂げた咸臨丸の水夫のうち11人はこの島の出身である。青木地区出身の岡田源之助はアメリカで病死し、サンフランシスコ近郊コルマ墓地に墓がある。彼らの一部は没後、島内の立石地区では旧尾上邸の東に位置する「神光寺」境内の墓地、茂浦地区の「正福寺」境内の墓地、広島中学校裏にある江の浦地区の墓地、青木地区の墓地、市井地区の墓地にその亡骸が埋葬されている。
1958年（昭和33年）5月1日に丸亀市へ編入されるまでは、仲多度郡広島村に属していた。

## 交通

### 船
- 備讃フェリー
  - 丸亀 - 江の浦 - 青木 - 小手島 - 手島 （フェリー、旅客船）

### 島内
- 広島コミュニティバス
  - 立石 - 江の浦港待合所 - 釜の越 - 甲路 - 青木 - 市井 - 茂浦 - 江の浦港待合所

## 公共施設など
- 丸亀市役所 広島市民センター
- 丸亀市立広島中学校
- 丸亀市立広島小学校
- 讃岐広島郵便局

## 出身人物
- 西内文夫 - アジア競技大会十種競技金メダリスト
- 古川阪次郎 - 土木学会第9代会長

## ギャラリー

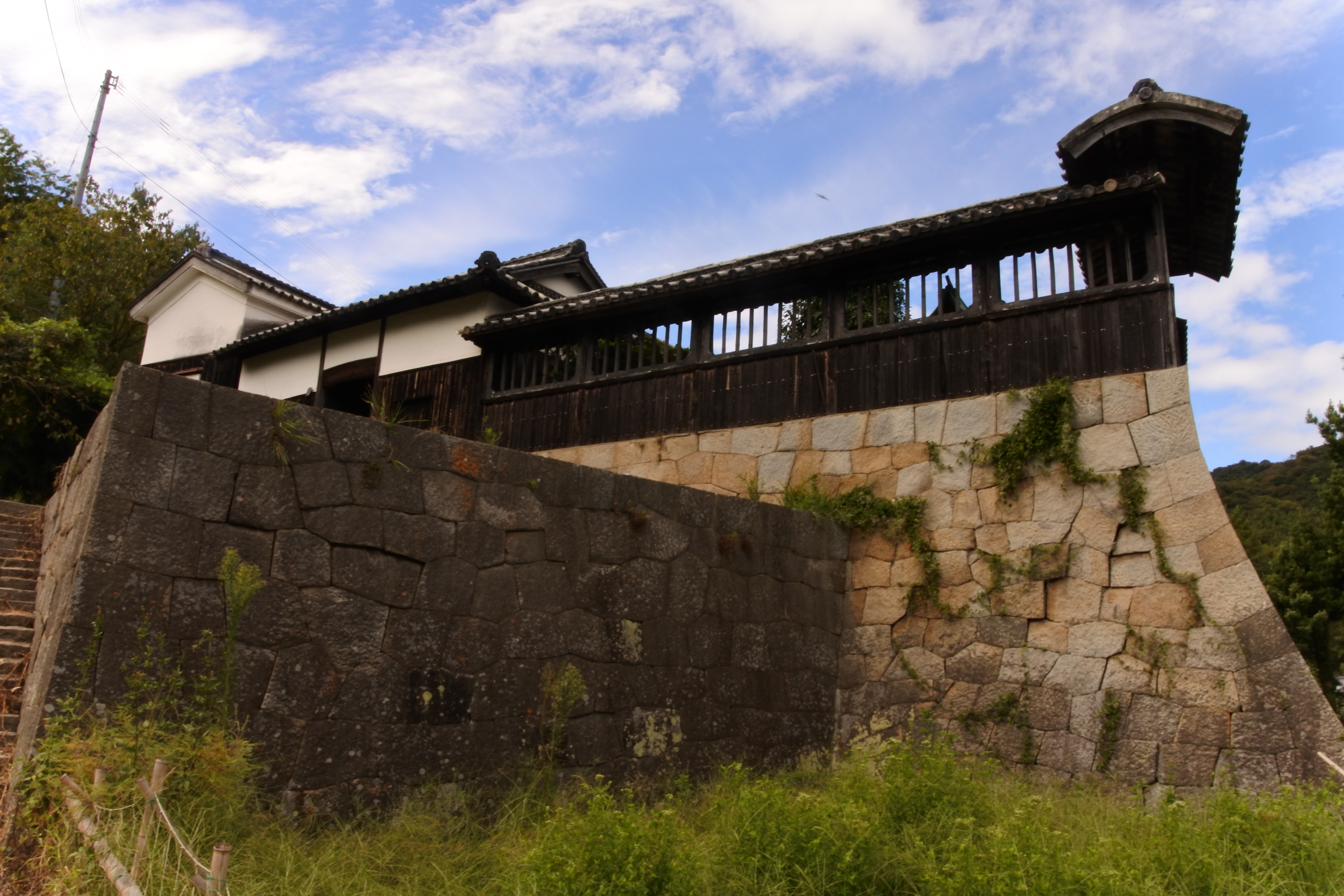
旧尾上邸。石垣には島の特産の青木石が用いられている
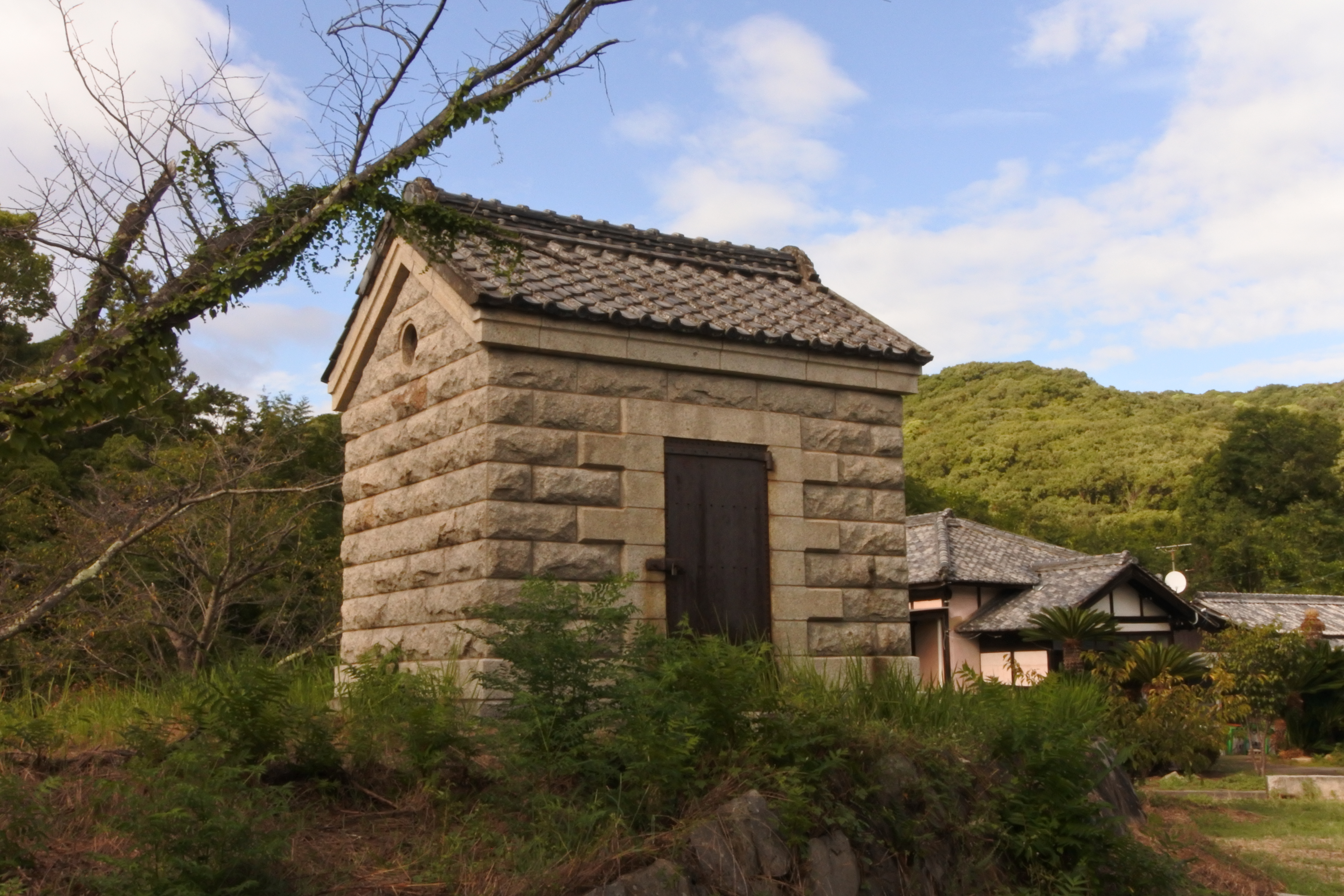
石蔵（旧波節岩灯標油庫）